# 片吹
片吹（かたぶき）は、神奈川県横浜市金沢区の町名。丁目の設定のない単独町名である。住居表示実施済み区域。
横浜市南部の京急本線能見台駅と金沢文庫駅の間の内陸側に位置する。

## 地理
北には能見台東、東には西柴一丁目・三丁目、西と南には能見台五丁目が取り囲むように隣接する。

### 地価
住宅地の地価は、2025年（令和7年）1月1日の公示地価によれば、片吹10-18の地点で19万1000円/m²となっている。

## 歴史

### 沿革
かつては久良岐郡金沢町の一部であったが、1936年（昭和11年）に横浜市磯子区に編入。金沢谷津町の一部となり、1939年（昭和14年）7月1日に町界町名地番整理事業に伴い、金沢谷津町の一部から片吹が新設された。1982年（昭和57年）12月1日に一部を能見台三丁目に編入、1985年（昭和60年）5月1日に一部を能見台四丁目、能見台五丁目、能見台六丁目、能見台森に編入、1986年（昭和61年）7月21日に住居表示が実施され、西柴、谷津町の一部を編入し、片吹の一部を西柴一丁目、西柴三丁目、堀口に編入した。

## 世帯数と人口
2025年（令和7年）6月30日現在（横浜市発表）の世帯数と人口は以下の通りである。
| 町丁 | 世帯数    | 人口    |
| ---- | --------- | ------- |
| 片吹 | 1,083世帯 | 2,212人 |

### 人口の変遷
国勢調査による人口の推移。
| 年                 | 人口  |
| ------------------ | ----- |
| 1995年（平成7年）  | 2,362 |
| 2000年（平成12年） | 2,328 |
| 2005年（平成17年） | 2,372 |
| 2010年（平成22年） | 2,298 |
| 2015年（平成27年） | 2,225 |
| 2020年（令和2年）  | 2,227 |

### 世帯数の変遷
国勢調査による世帯数の推移。
| 年                 | 世帯数 |
| ------------------ | ------ |
| 1995年（平成7年）  | 825    |
| 2000年（平成12年） | 871    |
| 2005年（平成17年） | 910    |
| 2010年（平成22年） | 965    |
| 2015年（平成27年） | 928    |
| 2020年（令和2年）  | 1,023  |

## 学区
市立小・中学校に通う場合、学区は以下の通りとなる（2024年11月時点）。
| 番・番地等 | 小学校             | 中学校             |
| ---------- | ------------------ | ------------------ |
| 全域       | 横浜市立西柴小学校 | 横浜市立西柴中学校 |

## 事業所
2021年（令和3年）現在の経済センサス調査による事業所数と従業員数は以下の通りである。
| 町丁 | 事業所数 | 従業員数 |
| ---- | -------- | -------- |
| 片吹 | 36事業所 | 272人    |

### 事業者数の変遷
経済センサスによる事業所数の推移。
| 年                 | 事業者数 |
| ------------------ | -------- |
| 2016年（平成28年） | 27       |
| 2021年（令和3年）  | 36       |

### 従業員数の変遷
経済センサスによる従業員数の推移。
| 年                 | 従業員数 |
| ------------------ | -------- |
| 2016年（平成28年） | 217      |
| 2021年（令和3年）  | 272      |

## 交通

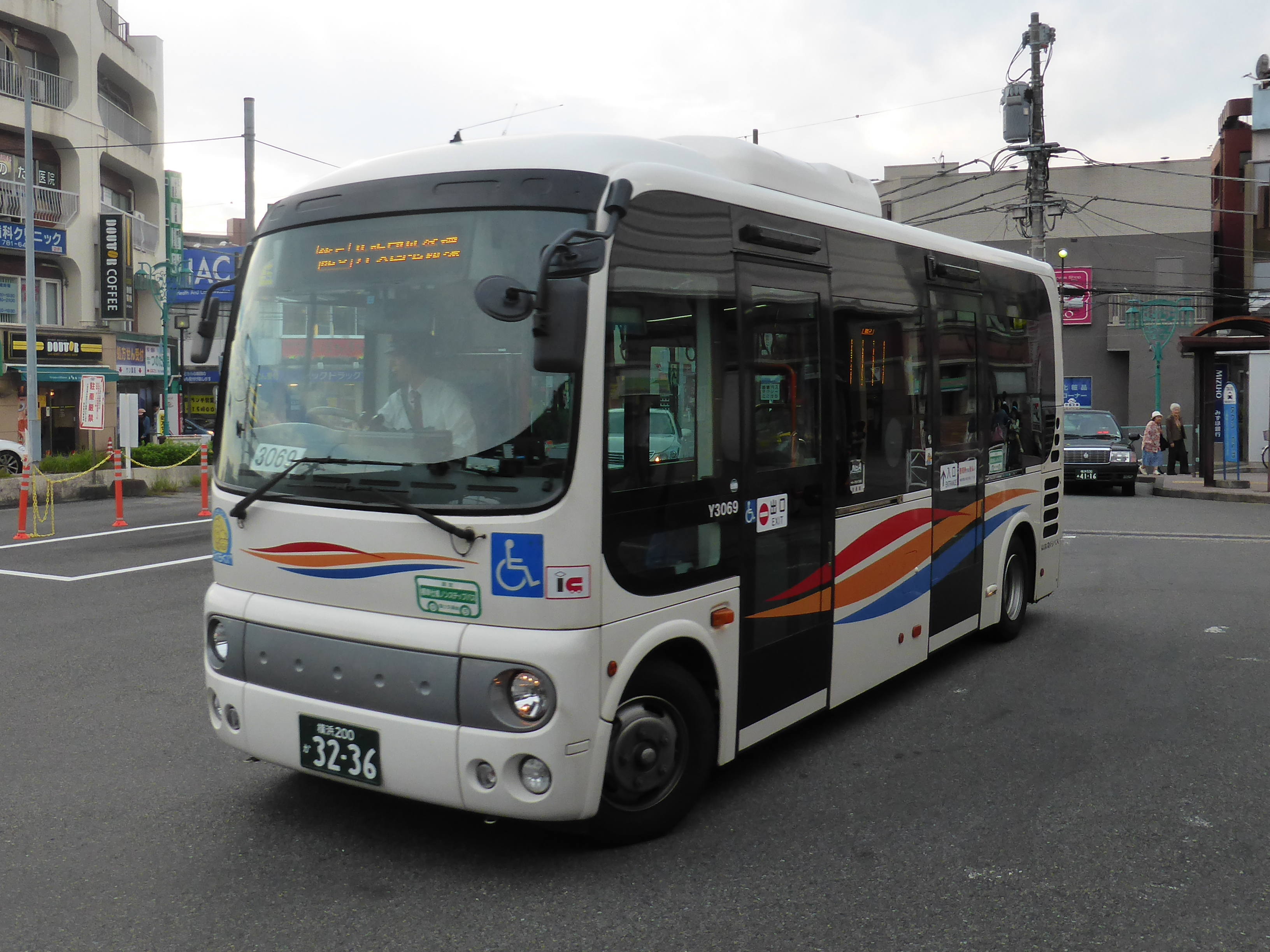
使用されている小型車両

能見台駅から「能5系統」(片吹団地循環)が2015年10月1日より開通した。日中のみ30分間隔で小型車両で運行している。2018年12月16日のダイヤ改正で午前と午後にそれぞれ1本ずつ増便された。

## 施設
- 横浜片吹郵便局
- JA横浜金沢文庫支店
- セブンイレブン横浜片吹店
- 眼鏡市場金沢文庫店
- 横浜かなざわ葬斎館
- 大寧寺

## その他

### 日本郵便
- 郵便番号 : 236-0055[3]（集配局：横浜金沢郵便局[21]）

### 警察
町内の警察の管轄区域は以下の通りである。
| 番・番地等 | 警察署     | 交番・駐在所   |
| ---------- | ---------- | -------------- |
| 全域       | 金沢警察署 | 能見台駅前交番 |